# Stepní stráň u Komořan
Stepní stráň u Komořan (též Malé strany nebo Štogrunty) je přírodní památka v lokalitě Komořany v okrese Vyškov. Nově byla lokalita vyhlášena Nařízením Jihomoravského kraje, jímž byl snížen stupeň ochrany na přírodní památku. Důvodem ochrany jsou evropsky významná stanoviště subpanonské stepní trávníky, polopřirozené suché trávníky a facie křovin na vápnitých podložích a chasmofytická vegetace vápnitých skalnatých svahů s výskytem ohrožených a zvláště chráněných druhů rostlin a živočichů, zejména koniklece velkokvětého (Pulsatilla grandis) a škardy panonské (Crepis pannonica). Dalším předmětem ochrany je Mechovkový útes.

## Přírodní poměry

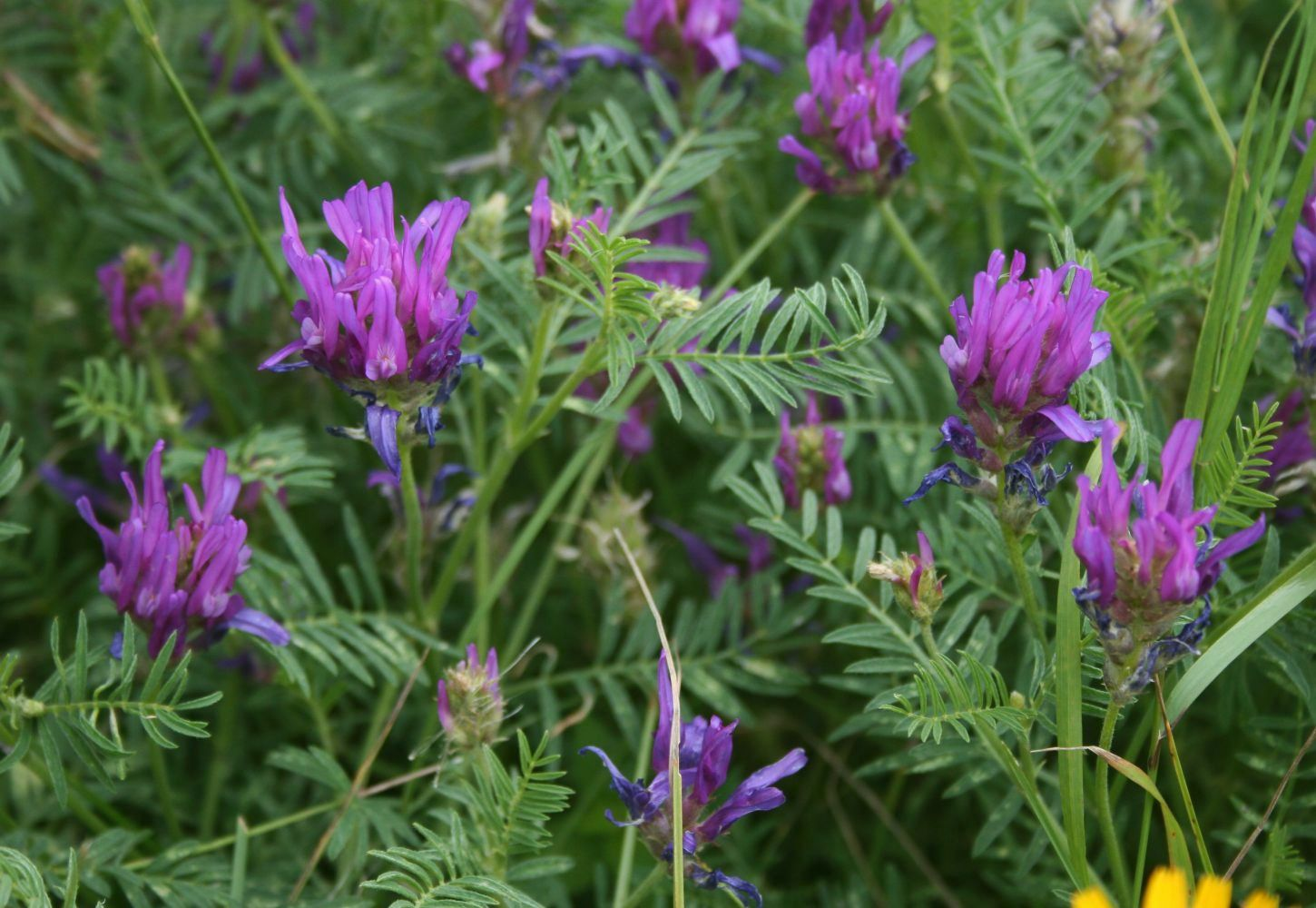
kozinec vičencovitý (Astragalus onobrychis)

Geologickým podkladem jsou zde třetihorní sedimenty miocenního moře – jíly, slíny a litavský vápenec, který zde vystupuje z travnatého porostu jako mechovkový útes, v němž převládají kulovité kolonie mořských mechovek. Místy jsou zde překryvy spraší. Součástí přírodní památky je od roku 1990 přírodní památka Mechovkový útes. Celá lokalita je součástí geomorfologického celku Litenčická pahorkatina a podcelku Bučovická pahorkatina. Území leží na svazích mělkého údolí orientovaného ve směru jih – sever. Nadmořská výška se zde pohybuje v rozmezí 280–310 metrů. Důvodem ochrany je cenná lokalita stepní květeny. Která byla zřízena především kvůli ochraně škardy panonské (Crepis pannonica)

### Flóra
Vedle škardy panonské (Crepis pannonica) se v oblasti vyskytuje taktéž ostřice nízká (Carex humilis), koniklec velkokvětý (Pulsatilla grandis), koniklec luční (Pulsatilla pratensis), sasanka lesní (Anemone sylvestris), oman mečolistý (Inula ensifolia), hlaváček jarní (Adonis vernalis), černýš rolní (Melampyrum arvense), kozinec vičencovitý (Astragalus onobrychis), modřenec chocholatý (Muscari comosum), černohlávek velkokvětý (Prunella grandiflora), zvonek boloňský (Campanula bononiensis), sápa hlíznatá (Phlomis tuberosa), plamének přímý (Clematis recta), divizna brunátná (Verbascum phoeniceum), len žlutý (Linum flavum) a hvězdnice chlumní (Aster amellus).

### Fauna
Vyjma obvyklých druhů živočichů charakteristických pro porosty xerotermní vegetace zde byl doložen výskyt několika druhů čmeláků, ohrožené druhy prskavců a střevlíků, ještěrky obecné (Lacerta agilis), slepýše křehkého (Anguis fragilis) či rosničky zelené (Hyla arborea).

## Galerie

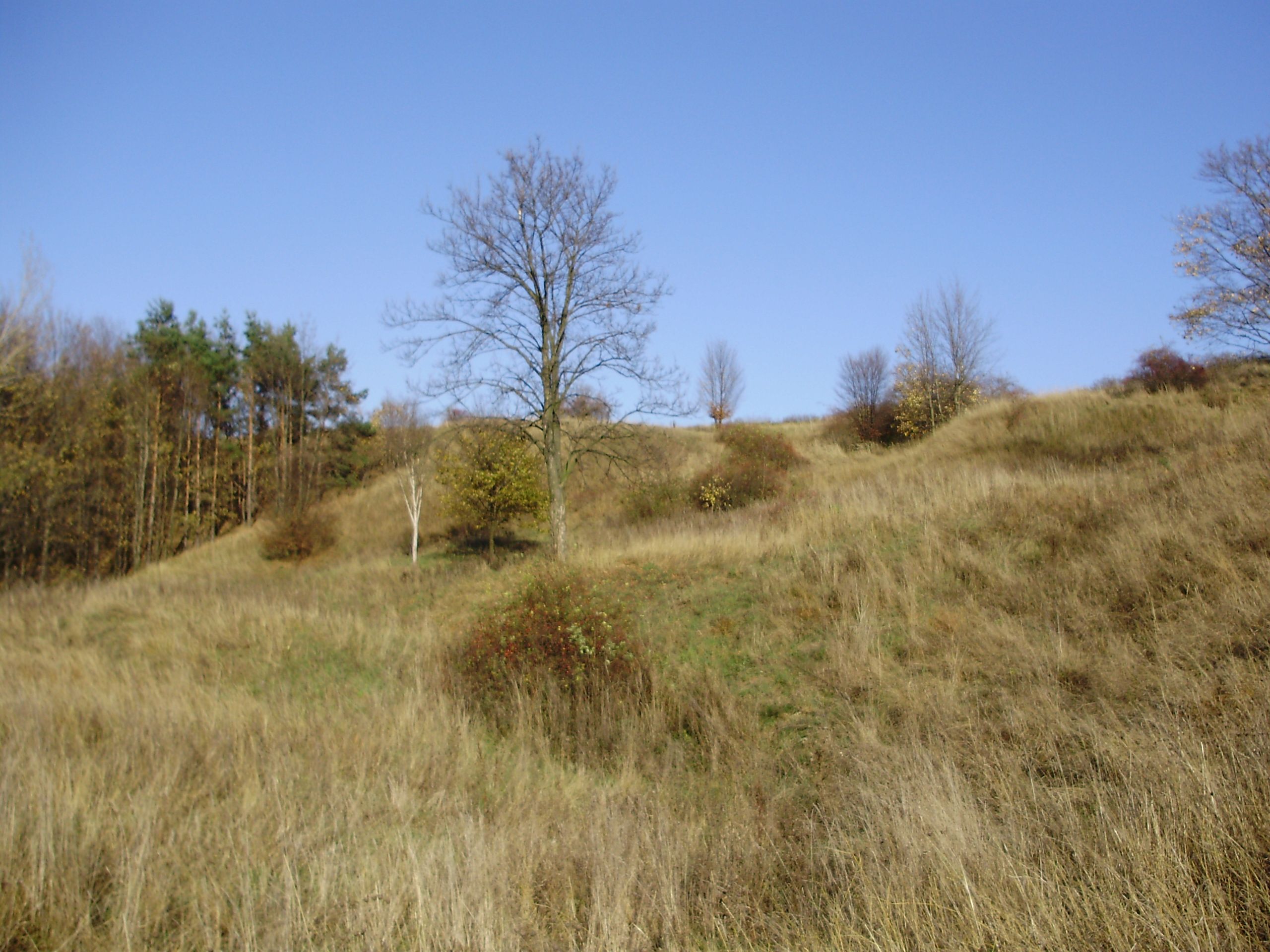
Pohled směrem k Mechovkovému útesu
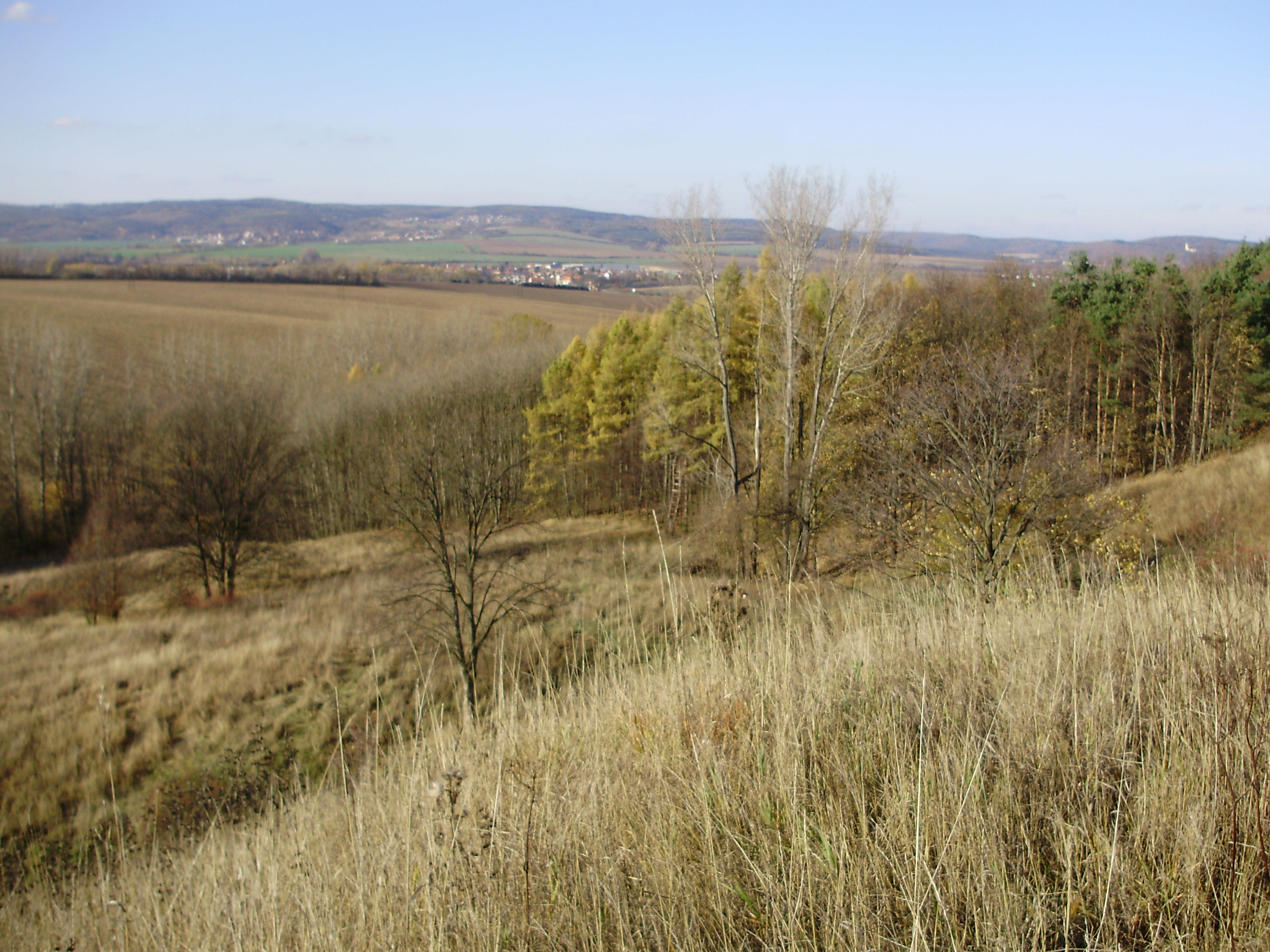
Pohled ze stráně, v pozadí osada Čechyně
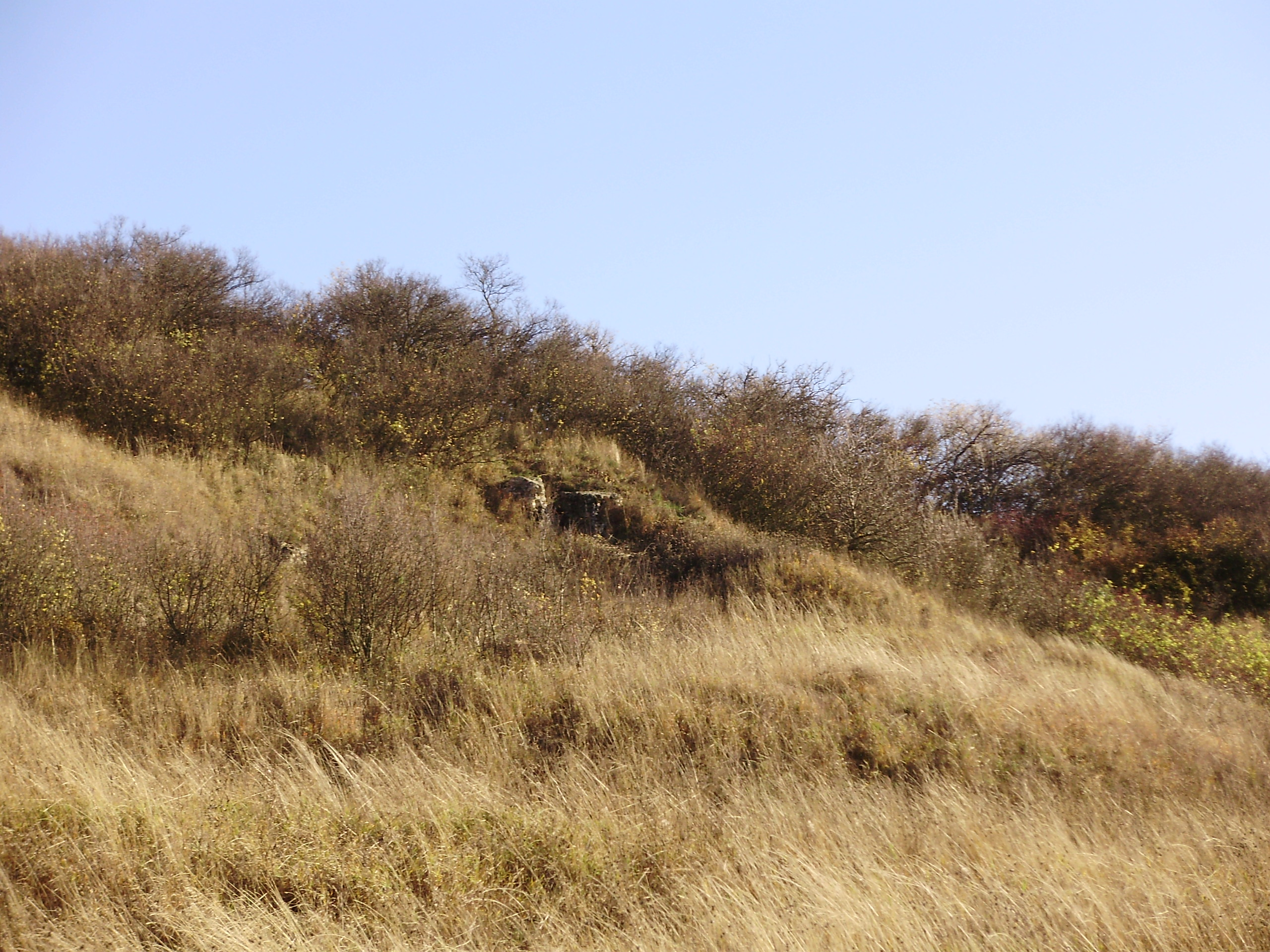
Drobné skalní útvary

## Ochrana
V rámci péče o přírodní památku se zde provádějí asanační zásahy. Odstraňují se náletové dřeviny javoru z přilehlého lesíku a regulují se porosty trnek a chebdí na horním okraji stráně. Část stepní stráně je každoročně kosena. V lokalitě se negativně projevují splachy živin ze sousedících polí a je tak nutné podporovat hlavně v horních částech údolí rozvoj ochranného křovinného lemu.